# Jessie Mueller
Jessica Ruth Mueller, detta Jessie (Evanston, 20 febbraio 1983), è un'attrice e cantante statunitense, nota soprattutto come interprete di musical.

## Biografia
La sua carriera comincia a Chicago con i musical Il Canto di Natale, Guys and Dolls, Il violinista sul tetto e She Loves Me, per cui vince il Joseph Jefferson Award alla migliore attrice nel 2011.
Nel 2012 debutta a Broadway con il musical On a Clear Day You Can See Forever, per cui viene candidata al Tony Award alla miglior attrice non protagonista in un musical, senza però vincerlo. Sempre nello stesso anno interpreta Helena nel musical tratto dal romanzo di Charles Dickens Il mistero di Edwin Drood e Cenerentola nella produzione di Central Park del musical di Stephen Sondheim Into the Woods, recitando accanto a Donna Murphy ed Amy Adams.
Nel 2013 sostituisce Kelli O'Hara nel musical Nice Work if you can get it, per poi lavorare con lei in una versione concertale del musical Carousel con la New York Philharmonic. Nel 2014 vince il Tony Award alla miglior attrice protagonista in un musical per la sua interpretazione nel ruolo di Carole King nel musical Beautiful: The Carole King Musical. Per lo stesso musical ha vinto anche un Grammy Award nel 2015 nella categoria "Best Musical Theater Album".
Nel 2016 torna a Broadway nel musical Waitress e per la sua performance viene candidata al Tony Award alla miglior attrice protagonista in un musical. Nel 2018 torna a recitare in un musical con Carousel, in scena a Broadway con il soprano Renée Fleming; per la sua performance è nuovamente candidata al Tony Award alla miglior attrice in un musical e vince il Drama Desk Award. Nel 2020 recita per la prima volta a Broadway in un'opera di prosa, il dramma di Tracy Letts The Minutes.

## Filmografia

### Cinema
- The Post, regia di Steven Spielberg (2017)
- La gang dei supereroi (Secret Headquarters), regia di Henry Joost e Ariel Schulman (2022)
- A Good Person, regia di Zach Braff (2023)

### Televisione
- The Family – serie TV, 2 episodi (2016)
- Blue Bloods – serie TV, 1 episodio (2017)
- Madam Secretary – serie TV, 1 episodio (2019)
- Patsy & Loretta – film TV, regia di Callie Khouri (2019)
- Evil – serie TV, episodi 2x02–2x06 (2021)
- Candy - Morte in Texas (Candy) – serie TV, 5 episodi (2022)

## Teatro
- Once Upon a Mattress, Drury Lane di Chicago (2005)
- Baby, Theatre at the Center di Munster (2006)
- Enrico IV, Parte I, Chicago Shakespeare Theatre di Chicago (2006)
- Enrico IV, Parte II, Royal Shakespeare Theatre di Stratford (2006)
- I tre moschettieri, Chicago Shakespeare Theatre di Chicago (2006-2007)
- Shenandoah, Marriot Theatre di Lincolnshire (2007)
- How Can You Run With a Shell On Your Back?, CST di Chicago (2007)
- Carousel, Court Theatre di Chicago (2008)
- Willy Wonka, Chicago Shakespeare Theatre di Chicago (2008)
- All Shook Up, Marriott Theatre di Lincolnshire (2008)
- Meet Me in St. Louis, Drury Lane Theatre di Chicago (2008)
- The Bowery Boys, Marriott Theatre di Lincolcshire (2008-2009)
- Curtains, Drury Lane Theatre (2009)
- Animal Crackers, Goodman Theatre di Chicago (2009)
- A Christmas Carol, Goodman Theatre di Chicago (2009)
- Fiddler on the Roof, Marriot Theatre di Lincolnshire (2010)
- Sleeping Beauty, Marriott Theatre di Chicago (2010)
- Over the Tavern, Peninsula Players di Fish Creek (2010)
- A Little Night Music, Peninsula Players di Fish Creek (2010)
- She Loves Me, Peninsula Players di Fish Creek (2010)
- Guys and Dolls, Marriott Theatre di Lincolnshire (2011)
- Merrily We Roll Along, The Music Theatre Company di Chicago (2011)
- Shout! The Mod Musical, Marriott Theatre di Lincolnshire (2011)
- On a Clear Day You Can See Forever, St. James Theatre di Broadway (2011-2012)
- Into the Woods, Delacorte Theatre di New York (2012)
- The Mystery of Edwin Drood, Studio 54 di Broadway (2012-2013)
- Carousel, Lincoln Center di New York (2013)
- Nice Work If You Can Get It, Imperial Theatre di Broadway (2013)
- Beautiful: the Carole King musical, Sondheim Theatre di Broadway (2013-2015)
- Waitress, Brooks Atkinson Theatre di Broadway (2016-2017)
- Carousel, Imperial Theatre di Broadway (2018)
- The Music Man, Kennedy Center di Washington (2019)
- The Minutes, Cort Theatre di Broadway (2020)
- Guys and Dolls, Kennedy Center di Washington (2022)

## Riconoscimenti
- Tony Award
  - 2012 – Candidatura per la miglior attrice non protagonista in un musical per On a Clear Day You Can See Forever
  - 2014 – Miglior attrice protagonista in un musical per Beautiful: The Carole King Musical
  - 2016 – Candidatura per la miglior attrice protagonista in un musical per Waitress
  - 2018 – Candidatura per la miglior attrice protagonista in un musical per Carousel
- Drama Desk Award
  - 2012 – Candidatura per la miglior attrice non protagonista in un musical per On a Clear Day You Can See Forever
  - 2013 – Candidatura per la miglior attrice non protagonista in un musical per The Mystery of Edwin Drood
  - 2014 – Miglior attrice in un musical per Beautiful: The Carole King Musical
  - 2016 – Candidatura per la miglior attrice in un musical per Waitress
  - 2018 – Miglior attrice in un musical per Carousel
- Drama League Award
  - 2012 – Candidatura per la miglior performance per On a Clear Day You Can See Forever
  - 2014 – Candidatura per la miglior performance per Beautiful: The Carole King Musical
  - 2016 – Candidatura per la miglior performance per Waitress
  - 2018 – Candidatura per la miglior performance per Carousel
- Grammy Award
  - 2015 – Miglior album di un musical teatrale per Beautiful: The Carole King Musical
  - 2017 – Candidatura per il miglior album di un musical teatrale per Waitress
  - 2019 – Candidatura per il miglior album di un musical teatrale per Carousel
- Outer Critics Circle Award
  - 2014 – Candidatura per la miglior attrice in un musical per Beautiful: The Carole King Musical
  - 2016 – Candidatura per la miglior attrice in un musical per Waitress
- Theatre World Award
  - 2012 – Miglior debutto a Broadway per On a Clear Day You Can See Forever

## Doppiatrici italiane
- Chiara Gioncardi in The Post, La gang dei supereroi
- Sarah Nicolucci in Candy - Morte in Texas

Da doppiatrice è sostituita da:
- Anna Maria Laviola in Centaurworld - Il mondo dei centauri